# 马殿魁
马殿魁（1942年—），男，山西人，中华人民共和国军事人物，中国人民解放军少将，曾任新疆军区参谋长，陕西省军区司令员，中共陕西省委常委。